# Ysane
Ysane – miejscowość (tätort) w Szwecji, w regionie administracyjnym (län) Blekinge, w gminie Sölvesborg.
Według danych Szwedzkiego Urzędu Statystycznego liczba ludności wyniosła: 214 (31 grudnia 2015), 219 (31 grudnia 2018) i 213 (31 grudnia 2019).